# Stoja
Stoja är ett namn med slaviskt ursprung som i vissa slaviska länder betyder att man stannar kvar. Det gavs förr som namn till barn av mödrar som har förlorat flera barn genom spädbarnsdödlighet.
Stoja är i feminin form och Stojan är i maskulin form.
Den 31 december 2005 fanns det 46 kvinnor i Sverige med namnet, 42 av dessa hade det som tilltalsnamn.

## Personer med namnet
- Stojanka "Stoja" Novaković, serbisk sångerska